# Georges Gandhi Tounkara
Pour les articles homonymes, voir Tounkara.
Georges Gandhi Tounkara né le 12 novembre 1957 à N’zérékoré et mort en 7 janvier 2016 à Conakry, est un entrepreneur et homme politique guinéen.

## Biographie
Georges Gandhi Tounkara né à N’zérékoré le 12 novembre 1957, il quitte très tôt la Guinée en passant par la Sierra Leone, le Liberia, le Mali puis le Sénégal où il obtint son baccalauréat. 
Il a fait ses études supérieures en France, en Angleterre et aux Etats unis. Il est professeur d’Anglais certifié de l’Université de Newark-Delaware aux Etats-Unis.
En 1986, il rentre en Guinée comme expert de l’UNESCO auprès de l’Université de Conakry. Il devient ensuite professeur d’Anglais juridique et économique à la faculté de droit, des sciences économiques et de gestion de l’Université de Conakry.
En 2000, Georges Gandhi suit une formation en diplomatie et en coopération et développement au Ministère Britannique des Affaires Etrangère. Ce qui lui a permis de travailler pour le consulat de Grande-Bretagne en Guinée.

## Parcours politique
En 2010, il est nommé Ministre de l’Enseignement Supérieur et de la recherche scientifique dans le gouvernement d’union nationale de transition pour le compte du parti dont il était le secrétaire Général, le front uni pour la démocratie et le changement (FUDEC).
Il quitte le FUDEC parce que ce parti a rejoint le RPG Arc-en-ciel, auquel il préfère l’UGDD l’union guinéenne pour la démocratie et le développement de Holomou Kourouma. C’est sous les couleurs de ce parti qu’il se présente à la présidentielle.
Lors de l'élection présidentielle de 2015, Georges Gandhi Tounkara est porté à la tête de l’union guinéenne pour la démocratie et le développement (UGDD) a l’issu de cette élection, il obtient 0,50.
George Gandhi Tounkara est décédé jeudi 7 janvier 2016 à l’hôpital Ignace Deen à la suite d'une courte maladie.

## Entrepreneur
Georges Gandhi est le fondateur du complexe scolaire Saint Georges et de l’université Mercure International.

### Vie privée
Georges Gandhi Faraguet Tounkara est marié et père de trois enfants.